# Santa Maria Val Müstair
Santa Maria Val Müstair ([ˌsantɐˌmariɐ̯ ˌvalmyˈʃtaɪ̯r]ⓘ, bis 1995 offiziell St. Maria im Münstertal), rätoromanisch auch Soncha Maria, ist eine Fraktion der Gemeinde Val Müstair im Kanton Graubünden, Schweiz.
Bis Ende 2008 bildete sie eine eigenständige Gemeinde. Per 1. Januar 2009 fusionierte Santa Maria Val Müstair mit den übrigen Schweizer Gemeinden der Talschaft (Fuldera, Lü, Müstair, Santa Maria Val Müstair, Tschierv und Valchava) zur heutigen Gemeinde Val Müstair.

## Geographie

Luftbild von Werner Friedli (1954)

### Allgemeines
Das Strassendorf liegt im Münstertal auf 1375 m ü. M. am Ausgang des Tales Val Muraunza. Die aus dem Tal kommende Muranzina durchfliesst das Dorf, ehe sie sich in den Rambach ergiesst. Durch Santa Maria verläuft die Hauptstrasse 28, die über den Ofenpass nach Zernez im Unterengadin sowie an die Staatsgrenze bei Taufers im Münstertal führt. Im Dorf zweigt von der Hauptstrasse die Umbrailpassstrasse ab, die nach Bormio im Veltlin führt.
Santa Maria war vor der Fusion die südlichste Gemeinde des mittlerweile aufgelösten Bezirks Inn. Das Gemeindegebiet grenzte im Nordwesten an Valchava und im Nordosten sowie Südwesten an Müstair. An Lü grenzte sie einzig auf dem Piz Terza. Im Norden grenzte sie auf rund 280 Metern an die Südtiroler Gemeinde Taufers und im Süden auf 11,1 Kilometern an Stilfs, ebenfalls Südtirol, sowie Bormio und Valdidentro im Veltlin, an.
Der höchste Punkt des früheren Gemeindegebietes ist der Piz Umbrail mit 3032 m ü. M. Weiter zählten die Fraktionen Sielva, Pizzet, Pütschai, Craistas und Büglios zum früheren Gemeindegebiet.

### Klima
Für die Normalperiode 1991–2020 beträgt die Jahresmitteltemperatur 6,3 °C, wobei im Januar mit −5,6 °C die kältesten und im Juli mit 15,6 °C die wärmsten Monatsmitteltemperaturen gemessen werden. Im Mittel sind hier rund 136 Frosttage und 40 Eistage zu erwarten. Sommertage gibt es im Jahresmittel rund 12, während statistisch gesehen alle 10 Jahre mit einem Hitzetag zu rechnen ist. Die Messstation von MeteoSchweiz liegt auf einer Höhe von 1386 m ü. M. Seit Messbeginn (1931) ist im November mit 71 Zentimeter noch nie so viel Schnee in Santa Maria gefallen wie 2019. Der alte Rekord stammte mit 65 Zentimeter aus dem Jahr 1959. Der Hitzerekord in Santa Maria wurde am 27. Juni 2019 mit 31,7 °C aufgestellt.
|                        | Jan  | Feb  | Mär  | Apr  | Mai  | Jun  | Jul  | Aug  | Sep  | Okt  | Nov  | Dez  |   |      |
| Mittl. Temperatur (°C) | −2,6 | −1,6 | 1,9  | 5,8  | 10,1 | 13,9 | 15,6 | 15,1 | 10,9 | 6,6  | 1,7  | −1,9 | ⌀ | 6,3  |
| Mittl. Tagesmax. (°C)  | 0,5  | 2,4  | 6,6  | 10,7 | 15,2 | 19,5 | 21,2 | 20,5 | 15,9 | 11,0 | 5,0  | 1,1  | ⌀ | 10,8 |
| Mittl. Tagesmin. (°C)  | −5,6 | −5,4 | −2,1 | 1,3  | 5,4  | 8,8  | 10,6 | 10,4 | 6,9  | 3,3  | −1,1 | −4,6 | ⌀ | 2,4  |
|                        |      |      |      |      |      |      |      |      |      |      |      |      |   |      |
| Niederschlag (mm)      | 27   | 25   | 33   | 47   | 60   | 92   | 99   | 109  | 79   | 89   | 70   | 37   | Σ | 767  |
|                        |      |      |      |      |      |      |      |      |      |      |      |      |   |      |
| Regentage (d)          | 4,8  | 5,1  | 5,5  | 7,0  | 9,2  | 10,8 | 11,6 | 11,0 | 8,1  | 8,5  | 7,9  | 6,1  | Σ | 95,6 |
|                        |      |      |      |      |      |      |      |      |      |      |      |      |   |      |
| Luftfeuchtigkeit (%)   | 66   | 62   | 62   | 63   | 65   | 65   | 65   | 71   | 73   | 75   | 73   | 68   | ⌀ | 67,4 |

| −5,6 |

| −5,4 |

| −2,1 |

| 1,3 |

| 5,4 |

| 8,8 |

| 10,6 |

| 10,4 |

| 6,9 |

| 3,3 |

| −1,1 |

| −4,6 |

| −5,6 |

| −5,4 |

| −2,1 |

| 1,3 |

| 5,4 |

| 8,8 |

| 10,6 |

| 10,4 |

| 6,9 |

| 3,3 |

| −1,1 |

| −4,6 |

## Geschichte

Soldaten während des Ersten Weltkriegs in Santa Maria

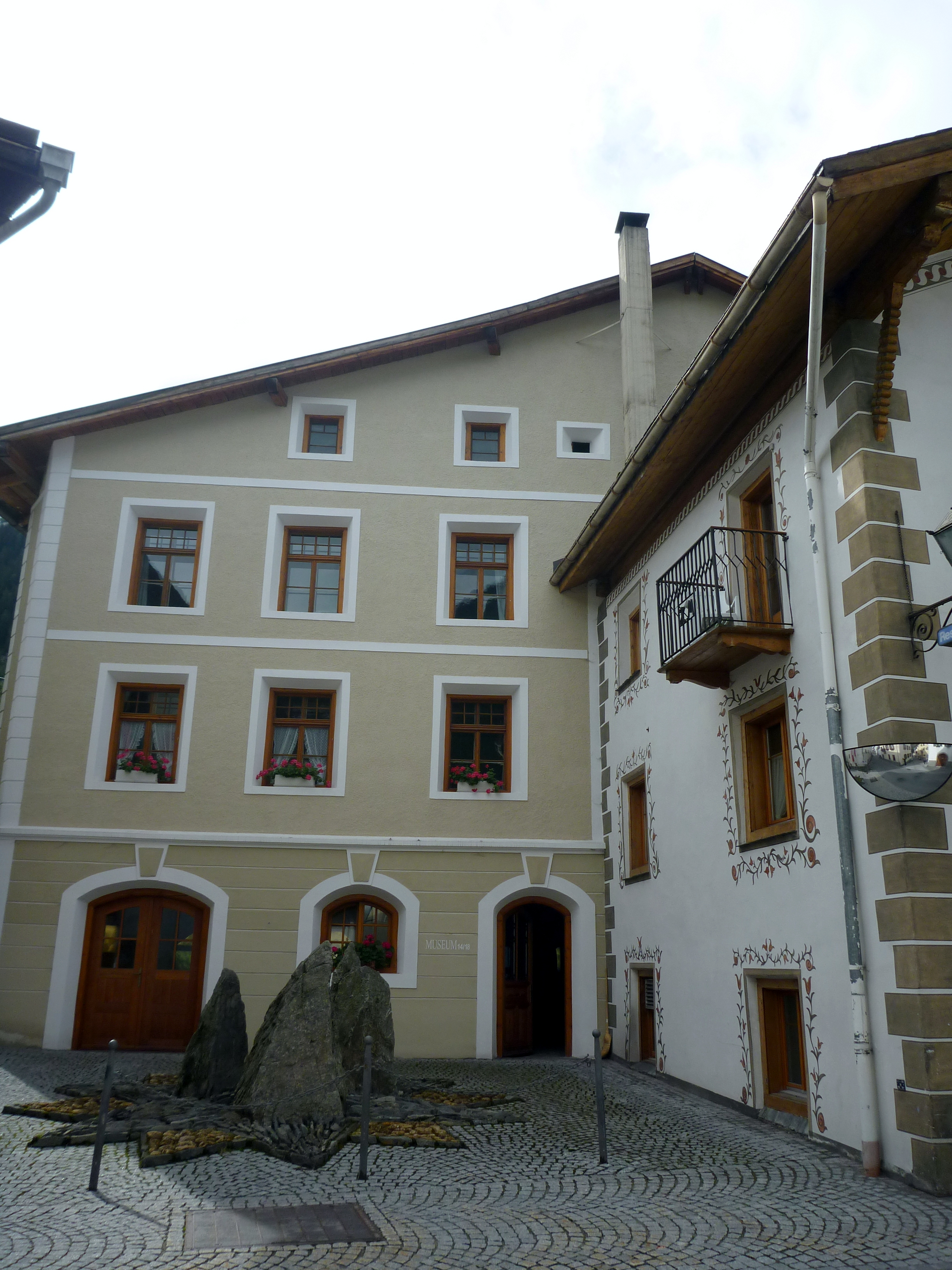
Chasa Plaz mit Museum

Vom nahen Kloster Müstair her sowie durch Rodungstätigkeit einiger freier Leute entstanden im Hochmittelalter erste Höfe. Um 1167/70 ist die Kapelle Sancte Mariae in Silvaplana bezeugt, woran der heutige Name des Weilers Sielva erinnert. Die bischöfliche Kapelle ging 1294 durch Schenkung ans Kloster Müstair über und war eine bekannte Wallfahrtskirche. Im 13. Jahrhundert existierten ein kleines Chorherrenstift und ein Hospiz. Ende des 15. Jahrhunderts wurde Santa Maria eine eigene Pfarrei. Dank der günstigen Lage an der Abzweigung zum Umbrailpass sowie zum Übergang ins Valle di Fraéle wurde es zum Hauptort des Tals. Während der Schlacht an der Calven 1499 und der Bündner Wirren 1621/1622 wurde das Dorf zerstört, 1630 grassierte die Pest und 1764 brannte ein Teil von Santa Maria ab; der Brandstifter wurde hingerichtet. 1799/1800 wurde Santa Maria von den Feldzügen der Österreicher und Franzosen betroffen. Aus der Zeit der Grenzbesetzung 1914 bis 1918 bestehen auf dem Umbrailpass noch zahlreiche Spuren.
Die Reformation wurde in Santa Maria zwischen 1526 und 1530 eingeführt. Die spätgotische Kirche von 1492 diente lange Zeit beiden Konfessionen. Nachdem die letzte Katholikin 1837 gestorben war, wurde das Gnadenbild des Altars in einer feierlichen Prozession ins Kloster Müstair überführt. Von der vorübergehenden österreichischen Herrschaft kaufte sich das Tal 1762 aus.
Eine Gemeinde im modernen Sinn wurde Santa Maria 1854. Die Landwirtschaft spielt auch zu Beginn des 21. Jahrhunderts noch eine wichtige Rolle. Einige Gewerbebetriebe (unter anderem die Webstube Tessanda) sowie ein sanfter Tourismus in der Nähe des Nationalparks und des Sommerskigebiets Stilfserjoch bieten weitere Verdienstmöglichkeiten.

## Bevölkerung
| Jahr      | 1850 | 1900 | 1950 | 2000 | 2007 |
| Einwohner | 437  | 385  | 420  | 327  | 346  |

1850 zählte Santa Maria noch 437 Einwohner. Seitdem ist die Zahl der Einwohner mehr oder weniger stetig auf den heutigen Stand von 348 gesunken.

### Sprachen
Dominierende Ortssprache ist das Jauer, eine bündnerromanische Mundart. 1880 bezeichneten 81 %, 1910 63 % und 1941 74 % Romanisch als ihre Muttersprache. Zwischen 1910 und 1970 erhöhte sich der Anteil der Romanischsprachigen; so gaben 1970 81 % der Bevölkerung Romanisch als ihre Umgangssprache an. Danach stieg der Anteil der deutschsprachigen Minderheit bis ins Jahr 1990 von 18 % auf 29 % an. Seither hat sich die Sprachenlage stabilisiert. Dies zeigt auch folgende Tabelle.
| Sprachen      | Volkszählung 1980 | Volkszählung 1980 | Volkszählung 1990 | Volkszählung 1990 | Volkszählung 2000 | Volkszählung 2000 |
| Sprachen      | Anzahl            | Anteil            | Anzahl            | Anteil            | Anzahl            | Anteil            |
| ------------- | ----------------- | ----------------- | ----------------- | ----------------- | ----------------- | ----------------- |
| Deutsch       | 078               | 20,31 %           | 106               | 28,73 %           | 083               | 25,38 %           |
| Rätoromanisch | 295               | 76,82 %           | 259               | 70,19 %           | 228               | 69,72 %           |
| Italienisch   | 005               | 01,30 %           | 003               | 00,81 %           | 002               | 00,61 %           |
| Einwohner     | 384               | 100 %             | 369               | 100 %             | 327               | 100 %             |

Die Gemeindeversammlungen werden in romanischer Sprache abgehalten und amtliche Publikationen erfolgen ebenfalls in romanisch. 1990 konnten sich 83 % und im Jahr 2000 82 % auf Romanisch verständigen.

### Religionen – Konfessionen

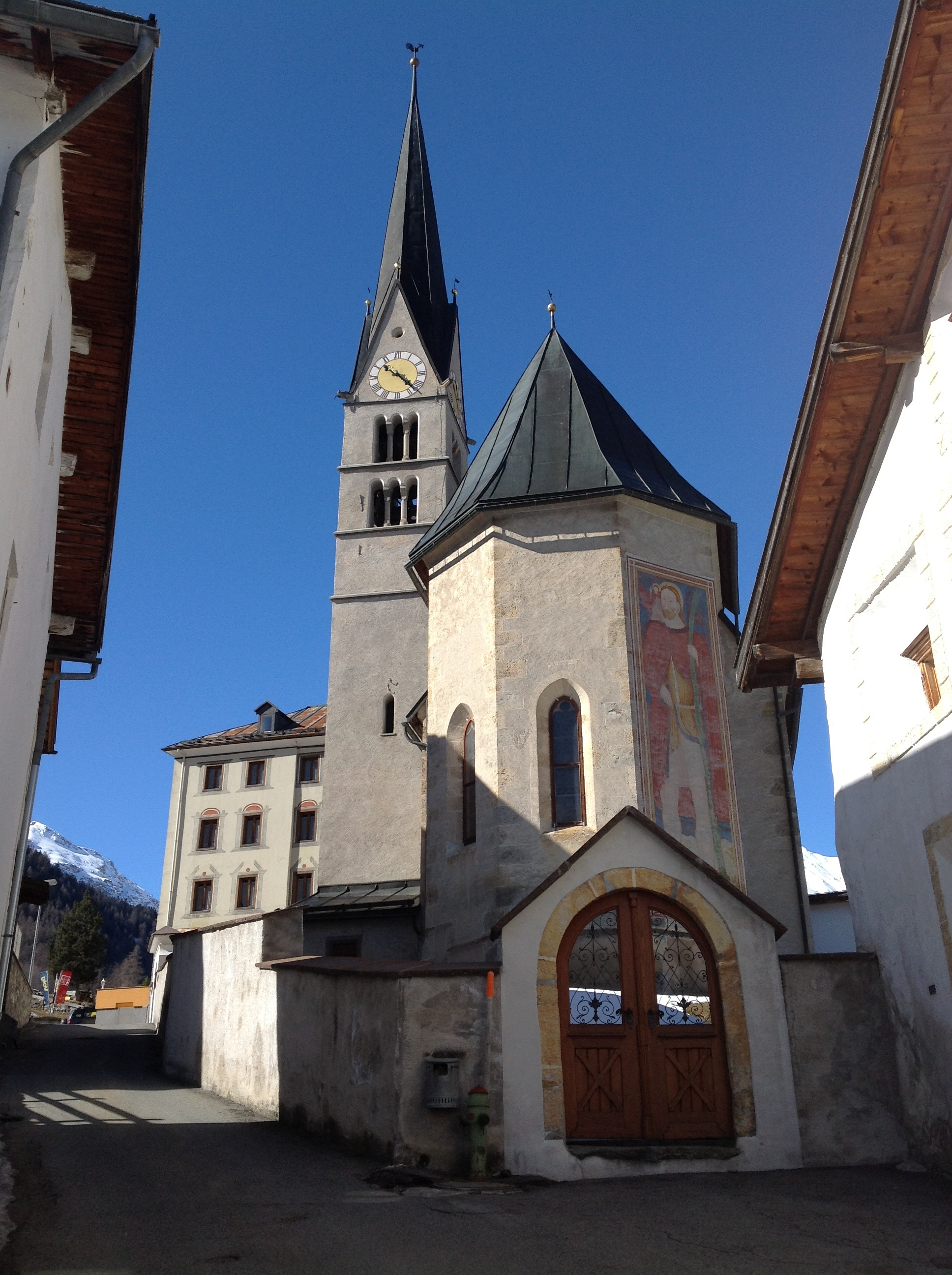
Reformierte Dorfkirche

Der Anteil der Protestanten ist mit 41 % geringfügig kleiner als derjenige der Katholiken mit 44 %.
Die Reformation wurde bereits früh, zwischen 1526 und 1530, eingeführt. Doch schloss sich nur ein Teil der Bewohner der neuen Lehre an. Somit entstand eine nahezu paritätische Gemeinde.

### Herkunft und Nationalität
Ende 2005 waren von den 354 Bewohnern 330 Schweizer Staatsangehörige.

## Gesundheit
Die Gesundheitsversorgung im Val Müstair besorgt das Ospidal Val Müstair in Santa Maria. Das Spital ist mit 85 Angestellten und vier Ärzten das zweitkleinste Schweizer Spital (nach dem Spital von Promontogno im Bergell), aber der grösste Arbeitgeber des Tals. Es dient als Akutspital für ambulante Eingriffe, Pflegeheim, Hausarztpraxis und Zentrale des Rettungsdienstes.

## Wirtschaft, Verkehr

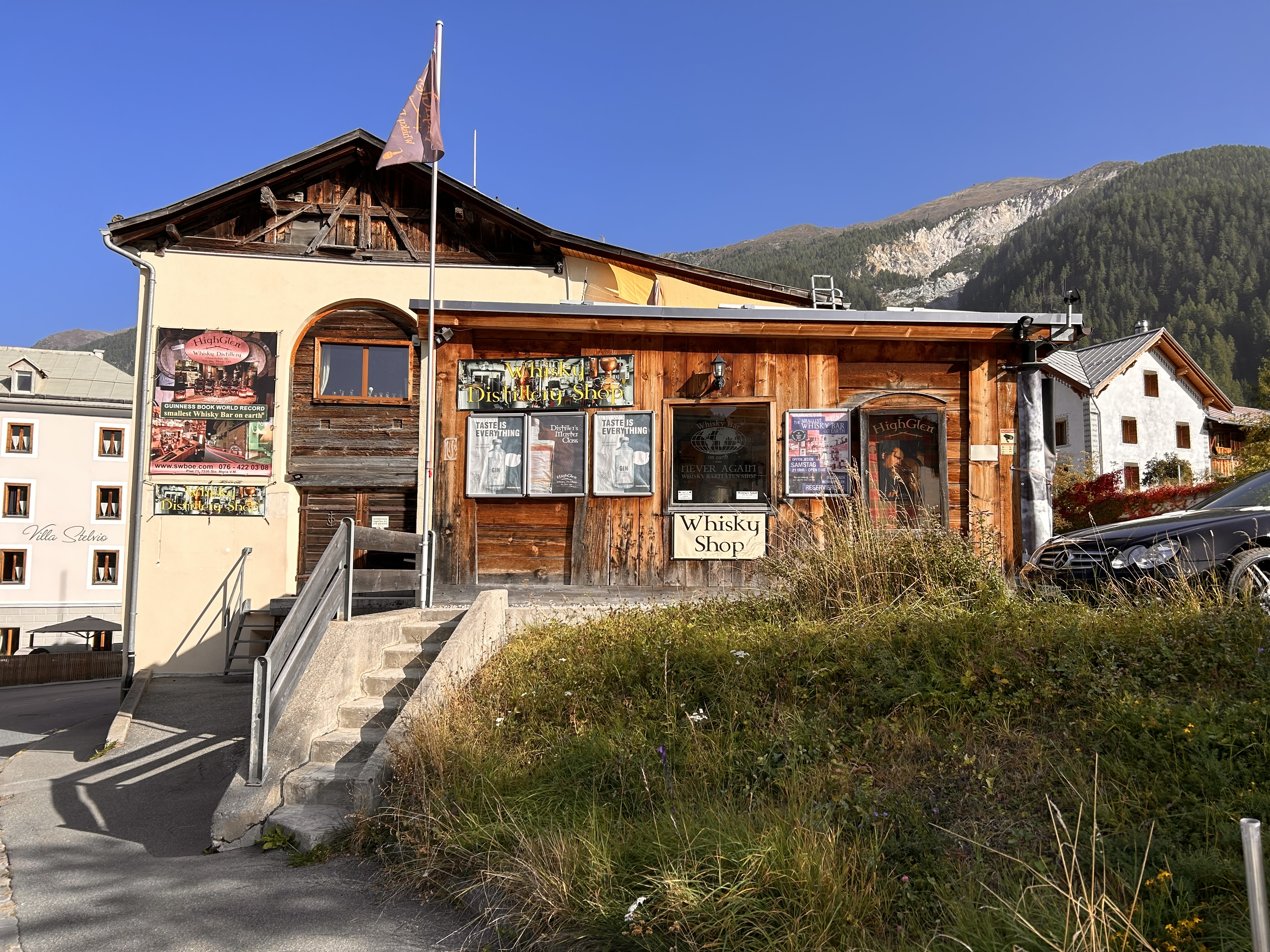
Whiskyshop

Eine wichtige Einnahmequelle des Orts ist der Tourismus. Seit dem 8. Dezember 2006 befindet sich in Sta. Maria auch die kleinste Bar der Welt (Guinness World Record) mit dem Namen „Smallest Whisky Bar on earth“, sie löste damit eine Bar in Colorado Springs/USA ab. Die Bar bietet auf nur 8,53 m² weit über 200 internationale Whisky-Sorten an, ein Whisky-Museum wurde angebaut. Seit 2007 werden unter eigenem Label Whiskysorten produziert.
Wichtiger Ausbildungsbetrieb und zugleich Kulturträger ist die Handweberei Tessanda.
Santa Maria liegt an der Durchgangsstrasse Davos – Unterengadin – Vintschgau. eine erste Abstimmung, bei der es um den Bau einer Umfahrungsstrasse ging, fand am 22. August 1997 statt. Eine anderthalb Jahrzehnte später eingereichte Initiative stellte die Frage «Wollen Sie den Entscheid der Gemeindeversammlung Sta. Maria vom 22. August 1997, worin die Umfahrung Variante C96 Süd gewählt wurde, aufheben und gleichzeitig die Gemeinde beauftragen, beim Kanton eine Machbarkeitsstudie für eine Gegenvariante durch das Dorf und eine Verbesserung der Variante Süd veranlassen?» und wurde an der Gemeindeversammlung vom 4. Oktober 2013 mit 41 zu 195 Stimmen abgelehnt.

## Kunst, Kultur

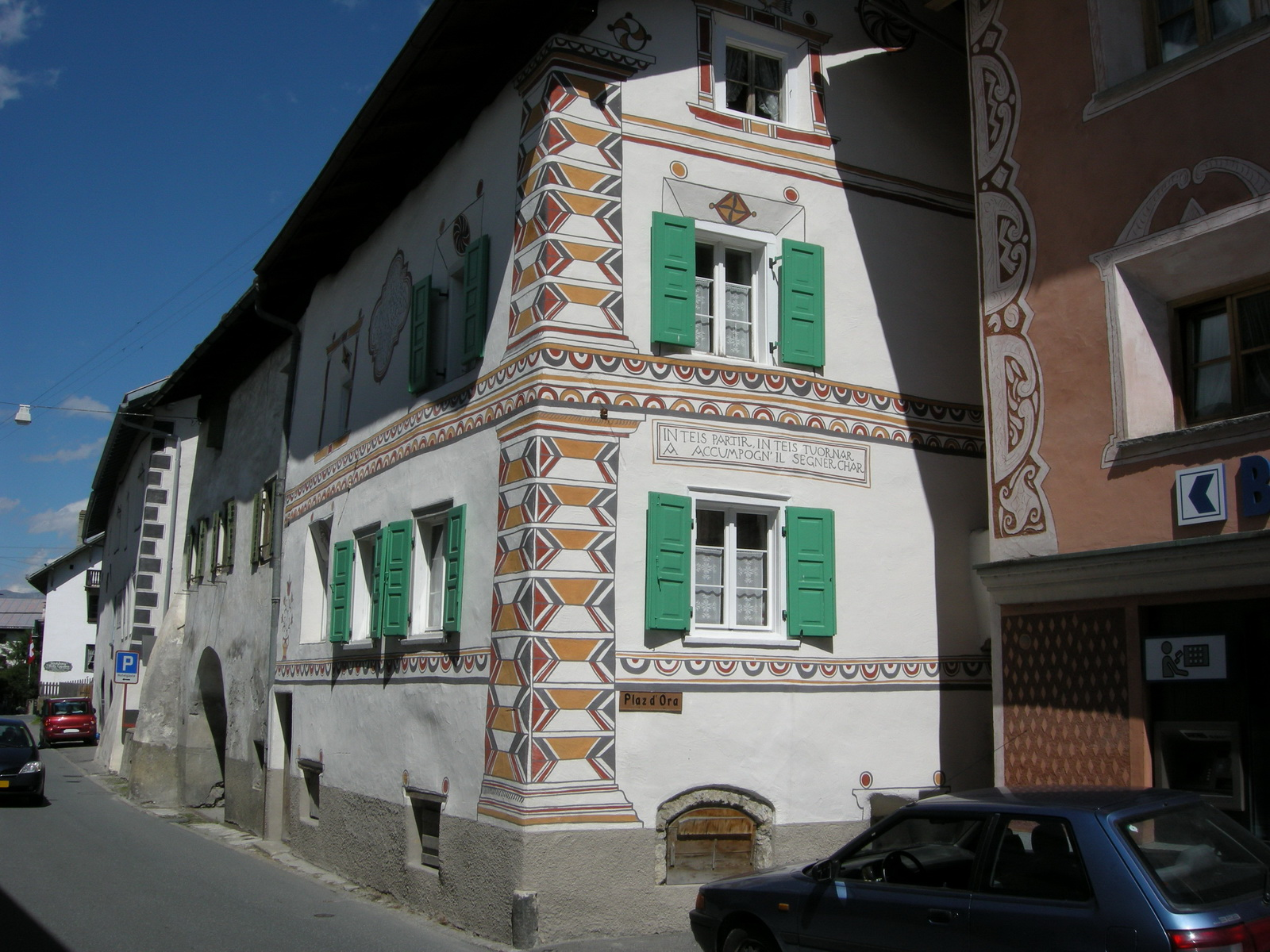
Haus mit Sgraffito

Auf dem Umbrailpass kann man einen 30 km langen militärhistorischen Wanderweg begehen. Er führt den Besucher zu verschiedenen Stellungen aus der Zeit des Ersten Weltkrieges. Zahlreiche Informationstafeln erklären sowohl die militärischen Anlagen als auch die Vorkommnisse an und neben der Front. Mitten im Dorf wurde im Haus der Jugendherberge (Chasa Plaz) ein Museum zur Geschichte der Grenzbesetzung 1914/18 eingerichtet.
Im Sommer findet jeweils die Ausstellung zeitgenössischer Kunst «Last Exit Eden» statt, organisiert von den Kulturschaffenden des Dorfes. In Santa Maria leben unter anderem die Schriftstellerin Donna Leon, die bildenden Künstler Vera Malamud und Pascal Lampert und das Schriftsteller-Ehepaar Micha Friemel Krohn und Tim Krohn, die auch eine Pension für Schreibende und nachdenkliche Menschen betreiben, die Chasa Parli.

## Persönlichkeiten
- Anton Philipp Largiadèr (1831–1903), Pädagoge
- Not Bott (* 14. Mai 1927 in Valchava; † 24. November 1998 in Poschiavo), Holzbildhauer. Kunst am Bau und Platzgestaltung[13]
- Dario Cologna (* 11. März 1986), Skilangläufer und Olympiasieger

## Sehenswürdigkeiten

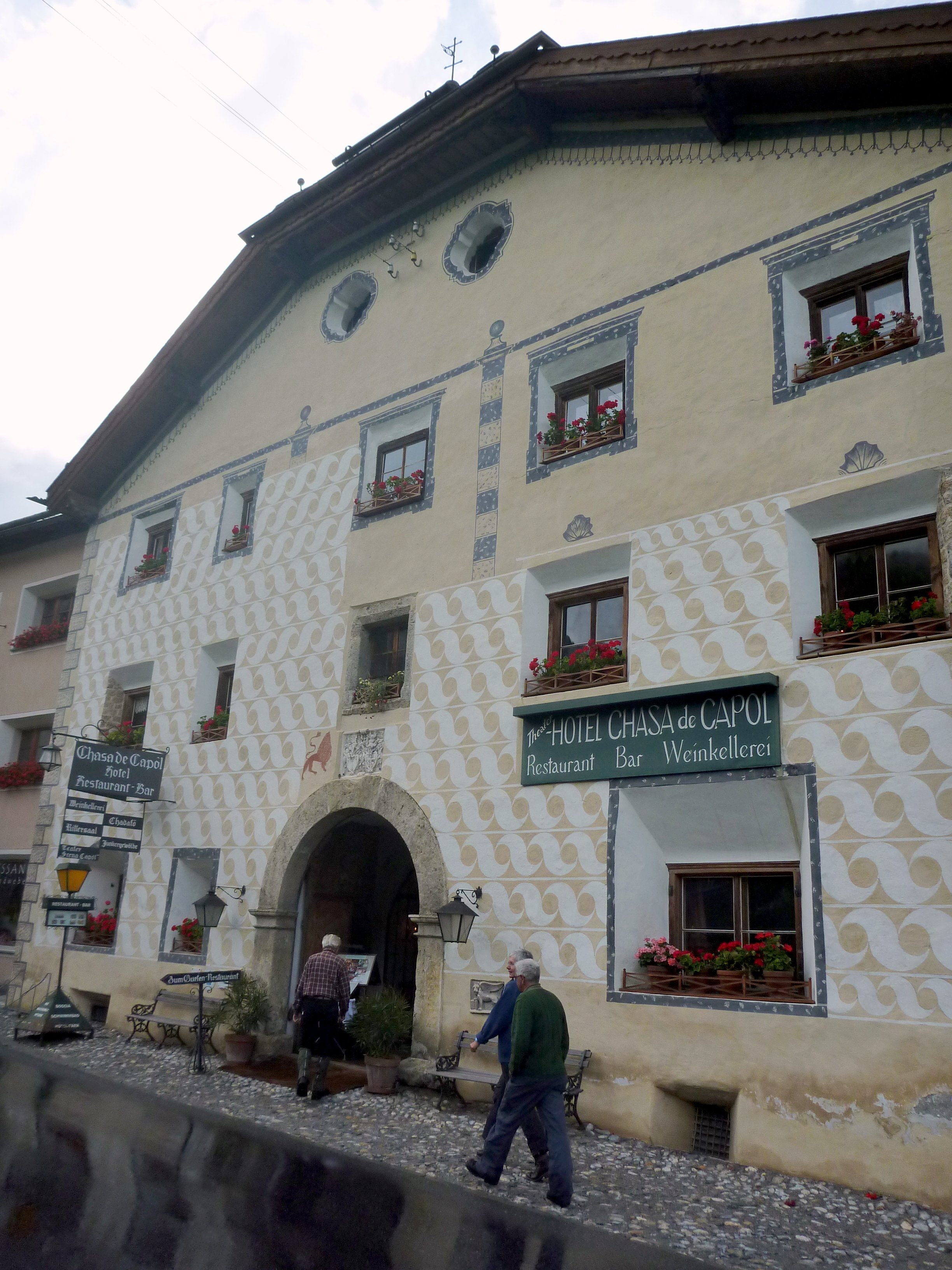
Chasa Capol

- Die reformierte Dorfkirche steht unter Denkmalschutz.
- Hotel Ritterhaus Chasa Capol, ursprünglich Propstei des Klosters, heutiges Aussehen nach Erweiterungen und Umbauten des 16. und 17. Jahrhunderts[14]
- Hotel Crusch Alba, Arventäfer um 1780[15]
- Wohnhaus Ritter, heutiges Aussehen nach Umbauten des 17. Jahrhunderts[16]
- Historische Mühle Mall, nach der letzten Müllerfamilie benannt; zweirädrige Getreidemühle mit Stampfe aus dem 15. Jahrhundert – die einzige Mühle mit klassischen Strauberrädern der Schweiz.